# Зверки (Кировская область)
Зверки — опустевшая деревня в составе Мурашинского района Кировской области. 

## География
Находится на расстоянии примерно 14 километров по прямой на юг от районного центра города Мураши.

## История
Известна с 1764 года, когда в ней было учтено 7 жителей. В 1873 году учтено было дворов 7 и жителей 64, в 1905 7 и 72, в 1926 15 и 80, в 1950 12 и 43 соответственно, в 1989 4 жителя. До 2021 года входила в Мурашинское городское поселение Мурашинского района, ныне непосредственно в составе Мурашинского района.

## Население
Постоянное население  составляло 1 человек (русские 100%) в 2002 году, 0 в 2010.